# مسبب الهذيان

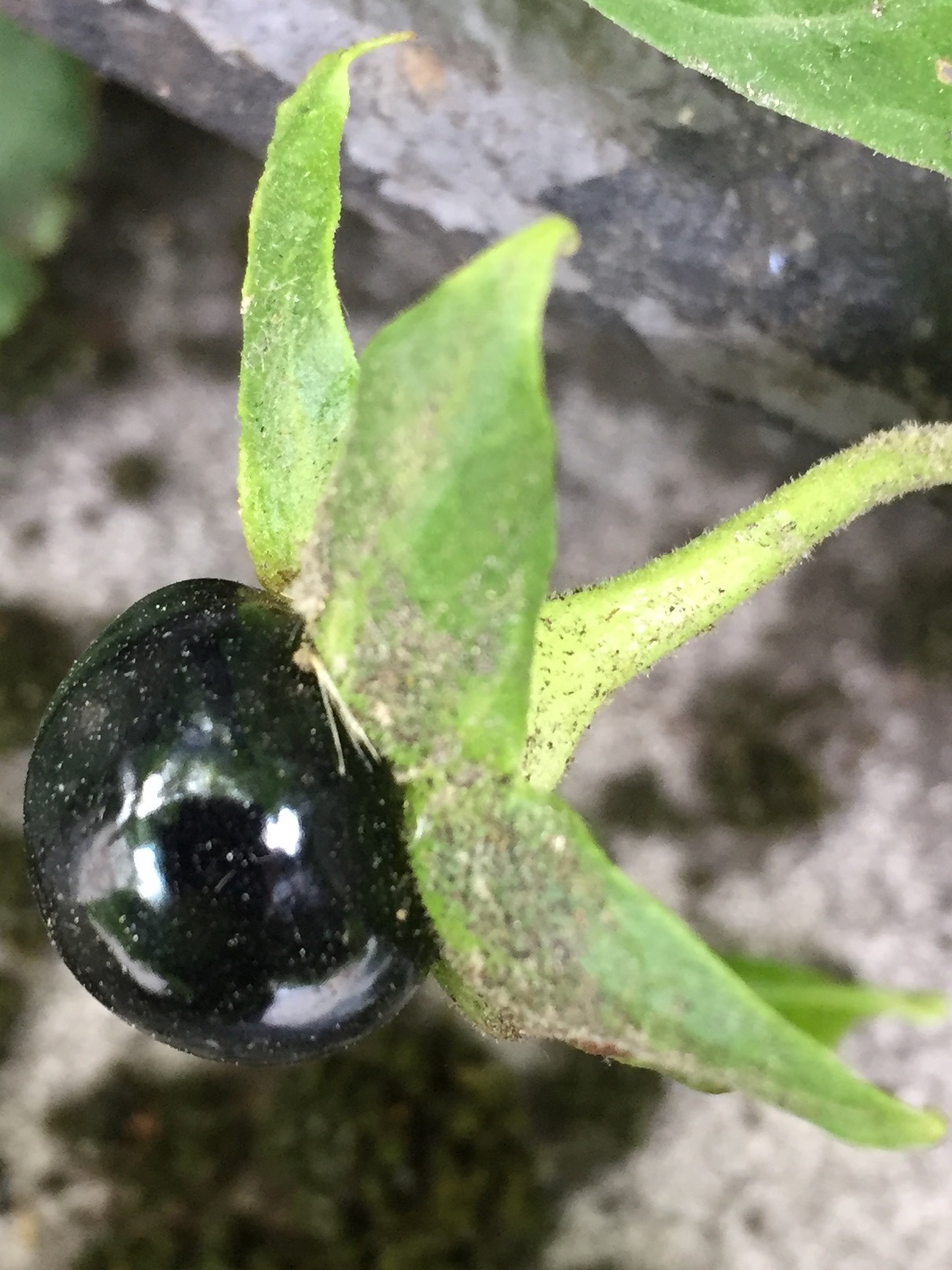

مسببات الهذيان (أو المهذّيات) هي صنف من أصناف المهلوسات، وهي عقاقير تؤثر على الجهاز العصبي المركزي مسببةً الإثارة و الاختلاط والهذيان.
طرح تصنيف مسببات الهذيان للتمييز عن العقاقير المخلّة بالنفس (مثل LSD) وعن المسببة للتفارق (مثل كيتامين)؛ وذلك بسبب حدوث حالة الهذيان المميزة.

## اقرأ أيضاً
- مفارق
- مهلوس
- عقار مخل بالنفس ضعف الوظائف المعرفية بعد العملية الجراحية